# Erysimum nevadense
Erysimum nevadense Reut. – gatunek rośliny z rodziny kapustowatych (Brassicaceae Burnett). Występuje endemicznie w Hiszpanii. 

## Morfologia
PokrójPędy są owłosione. Dorasta do 2–15 (–30) cm wysokości.
LiścieMają prawie lancetowaty kształt. Blaszka liściowa jest całobrzega. Wierzchołek jest ostry.
KwiatyZebrane w gronach. Działki kielicha są podłużne. Płatki są prawie owalne, żółte, mają 1,2–1,6 cm długości.
OwoceStrąki mają prawie cylindryczny kształt. Mają 4–5 cm długości i 0,1–0,2 cm średnicy.

## Biologia i ekologia
Roślina jednoroczna lub dwuletnia. Naturalnymi siedliskami są zarośla subalpejskie i alpejskie łąki. Występuje na skalistym podłożu oraz wśród roślinności krzewiastej na wysokości 1700–2800 m n.p.m. Kwitnie od kwietnia lub maja do lipca. Najlepiej rośnie w miejscach dobrze nasłonecznionych. Preferuje gleby zasadowe. Może rosnąć na podłożu ubogim w składniki odżywcze.

## Zmienność
W obrębie tego gatunku wyróżniono 6 podgatunków:
- Erysimum nevadense subsp. collisparsum (Jord.) P.W.Ball – północno-zachodnie Włochy (Liguria), południowa Francja, północno-wschodnia Hiszpania
- Erysimum nevadense subsp. fitzii (Polatschek) P.W.Ball
- Erysimum nevadense subsp. gomez-campoi (Polatschek) P.W.Ball
- Erysimum nevadense subsp. mediohispanicum (Polatschek) P.W.Ball
- Erysimum nevadense subsp. merxmuelleri (Polatschek) P.W.Ball – środkowo-zachodnia Hiszpania, północna Portugalia
- Erysimum nevadense subsp. rondae (Polatschek) P.W.Ball – południowo-zachodnia Hiszpania